# 지나 사변
지나 사변(일본어: 支那事変)은 일본 제국이 중일 전쟁을 가리킬 때 사용하는 명칭이다. 우스이 카츠미에 따르면, 1941년 12월 10일 명명된 대동아 전쟁이 "지나 사변"이라는 용어를 포함하고 있으며, 명칭으로서 "지나 사변"이라는 용어는 대동아 전쟁이라는 용어 사용 이후 더 이상 사용하지 않게 되었다. 한편 기타 하루아키는 중국과 일본의 전쟁이 태평양 전쟁 기간 중에도 계속되었기 때문에 "지나 사변"은 태평양 전쟁이 끝난 시기와 동일하다고 주장했다. 지나 사변의 명칭 자체는 당시 일본이 중국을 부르던 명칭인 "지나"와 병력을 사용하게 되는 난리라는 뜻을 가진 "사변"이 결합한 단어이다. 

## 명칭의 변화
중일 전쟁은 국제법상 필요한 국가의 교전 개시 의사 표시가 이루어지지 않았기 때문에 전쟁이라고 불리지 않았다. 일본 정부는 최초에 중일 전쟁을 북지사변(일본어: 北支事変)이라고 불렀고, 이후에는 해당 명칭을 지나 사변(일본어: 支那事変)으로 변경했다. 이는 중일 전쟁 중이던 때에 다나카 신이치가 각료회의에서 "북지사변은 지나사변으로 명칭을 변경해야 합니다. 상대가 확장 정책을 펴고 있는데 우리만 확장 정책을 펴지 않고 있을 수는 없습니다"라고 건의한데서 비롯되었다.
1945년 12월 8일부터 12월 17일까지 연합군 최고사령부의 지시에 따라 각 신문에 게재된 '태평양전쟁사'에서는 "지나사변"이라는 용어가 사용되었으나, 1946년 4월에 연재를 정리하고 간행한 『태평양 전쟁사- 펑톈 사건부터 무조건 항복까지』에서는 '일지사변'(일본어: 日支事変)이 되었다. 연합국 최고사령부는 1946년 11월호에 실린 아오노 도시요시의 「중견작가론 노트」에서 '시나사변'으로 표기한 것에 대해 시나 사변을 일화 사변으로 수정하라고 명령했다.
오늘날 "지나"라는 표현은 중국인에게 멸칭으로 받아들여지고 있기 때문에 일본 사학계는 보다 중립적인 "일중전쟁"(일본어: 日中戰爭) 또는 연합국 점령기 때부터 쓰인 "일화사변"(일본어: 日華事変)이라는 표현을 쓰고 있다. 그러나 일부 일본 우익은 여전히 중일 전쟁을 지나사변이라고 칭하고 있다.